# Felipe Lima
Felipe Ferreira Lima, dit Felipe Lima (né le 5 avril 1985 à Cuiabá) est un nageur brésilien en activité, spécialiste des épreuves de brasse. Il compte six médailles aux Championnats du monde : deux en grand bassin et quatre en petit bassin, soulignant sa médaille de bronze au 100 mètres brasse aux Championnats du monde de 2013.

## Carrière internationale

### 2006-2011
Felipe Lima a participé aux Championnats du monde de natation en petit bassin 2006, à Shanghai, où il a terminé 12e au 50 mètres brasse et 17e au 100 mètres brasse. Aux Championnats pan-pacifiques 2006 à Victoria, il a terminé 16e au 100 mètres brasse,,.
Aux Jeux panaméricains de 2007, à Rio de Janeiro, Lima a remporté une médaille d'argent au relais 4 × 100 mètres quatre nages. Il a également terminé 5e au 100 mètres brasse,,.
Aux Jeux panaméricains de 2011, il a remporté la médaille d'argent au 100 mètres brasse et la médaille d'or au 4 × 100 mètres quatre nages, pour sa participation à la ronde de qualification,,.

### Jeux olympiques de 2012
Lima a participé pour la première fois aux Jeux olympiques aux Jeux olympiques d'été de 2012 à Londres, où il est allé en demi-finale du 100 mètres brasse, terminant à la 13e place au général.

### 2012-2016
Aux Championnats du monde de natation 2013 à Barcelone, Lima s'est qualifiée pour la finale du 100 mètres brasse et s'est classée cinquième avec un temps de 59,84 secondes, franchissant la barrière de la minute pour la première fois. En finale, il s'est à nouveau dépassé, réalisant son record personnel sans combinaison high-tech, à 59,65 secondes, remportant une médaille de bronze historique pour le Brésil. C'était la première fois de l'histoire qu'un Brésilien remportait une médaille au 100 mètres brasse aux Championnats du monde. Au 50 mètres brasse, il a raté la finale du Championnat du monde car il a couru plus lentement que dans les séries, terminant à la 9e place. Au 4×100 mètres quatre nages, il a terminé 12e, avec Leonardo de Deus, Marcelo Chierighini et Nicholas Santos,,,,.
Aux Jeux panaméricains de 2015 à Toronto, Ontario, Canada, Lima a remporté la médaille d'or au relais 4 × 100 mètres quatre nages, en participant à des séries. Avant, il avait déjà remporté une médaille d'argent au 100 mètres brasse,,,.

### 2016-2020

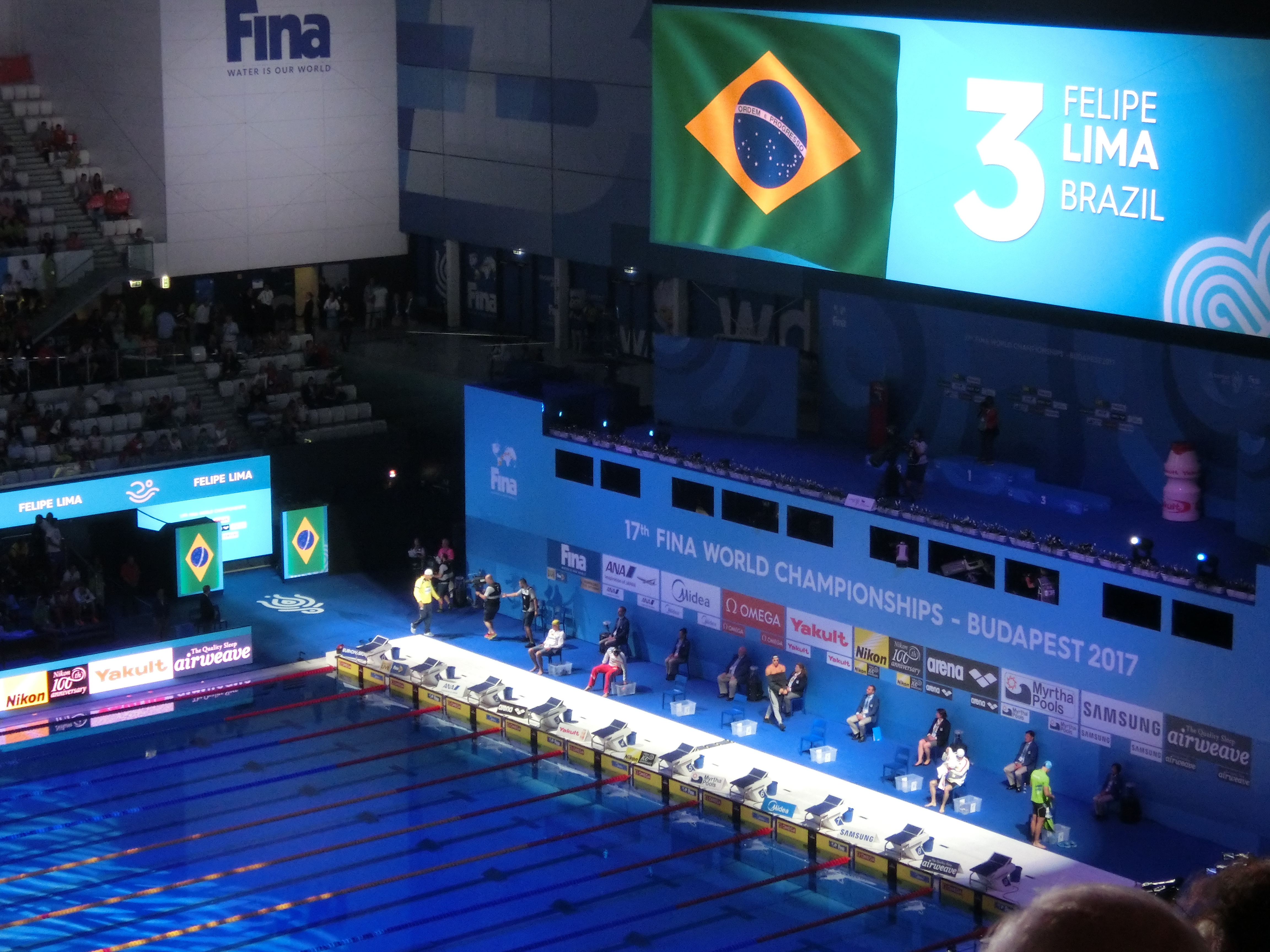
Felipe Lima au 50 mètres brasse aux Championnats du monde de natation 2017.

Aux Championnats du monde de natation en petit bassin 2016 à Windsor, Ontario, Canada, il a remporté une médaille d'argent au relais 4 × 50 mètres quatre nages mixte, avec Etiene Medeiros, Larissa Oliveira et Nicholas Santos. Le 11 décembre, Lima a remporté la médaille de bronze de la finale du 50 mètres brasse. Il a également terminé 10e du 100 mètres brasse,,,.
Aux Championnats du monde de natation 2017 à Budapest, il a terminé 4e du 50 mètres brasse et 10h du 100 mètres brasse. Il a également aidé le relais 4 × 100 mètres quatre nages du Brésil à se qualifier pour la finale, nageant lors des séries,,.
Aux Championnats du monde de natation en petit bassin 2018 à Hangzhou, en Chine, il a remporté la médaille de bronze au 50 mètres brasse, avec un temps de 25,80. Il a également remporté une médaille de bronze au relais 4 × 50 mètres quatre nages, avec Guilherme Guido, César Cielo et Nicholas Santos. Il a également terminé 4e du relais 4 × 100 mètres quatre nages et 12e du 100 mètres brasse,,,.
Lors de la Mare Nostrum qui s'est tenue en juin 2019 à Monte-Carlo, il a pu battre le record des Amériques au 50 m brasse, avec un temps de 26,33.
Aux Championnats du monde de natation 2019 à Gwangju, en Corée du Sud, Lima a remporté la médaille d'argent au 50 mètres brasse, ne perdant que contre Adam Peaty, le détenteur du record du monde des 50 et 100 m brasse. C'était la première fois que le Brésil remportait deux médailles dans la même épreuve, lors d'un championnat du monde : Lima décrochait l'argent et João Gomes Júnior, le bronze. Il a également terminé 18e du 100 mètres brasse,,.
Aux Jeux panaméricains de 2019 qui se sont tenus à Lima, au Pérou, il a remporté une médaille d'argent au relais 4 × 100 mètres quatre nages, en participant à des séries. Il a également terminé 4e du 100 mètres brasse,.

### Jeux olympiques de 2020
Aux Jeux olympiques d'été de 2020 à Tokyo, Lima a presque battu le record sud-américain du 100 mètres brasse, avec un temps de 59,17. A 36 ans, il bat son record personnel en course. En demi-finale, il a terminé 12e.

## Palmarès

### Championnats du monde

#### Grand bassin
- Championnats du monde 2013 à Barcelone ( Espagne) :
  -  Médaille de bronze du 100 m brasse.
- Championnats du monde 2019 à Gwangju ( Corée du Sud) :
  -  Médaille d'argent du 50 m brasse.

#### Petit bassin
- Championnats du monde en petit bassin 2016 à Windsor (Canada) :
  -  Médaille d'argent du relais 4 × 50 m quatre nages mixte.
  -  Médaille de bronze du 50 m brasse.
- Championnats du monde en petit bassin 2018 à Hangzhou (Chine) :
  -  Médaille de bronze du 50 m brasse.
  -  Médaille de bronze du relais 4 × 50 m quatre nages.

### Jeux panaméricains
- Jeux panaméricains 2007 à Rio de Janeiro (Brésil) :
  -  Médaille d'argent du 4 x 100 m quatre nages[38].
- Jeux panaméricains 2011 à Guadalajara (Mexique) :
  -  Médaille d'or du 4 x 100 m quatre nages[38].
  -  Médaille d'argent du 100 m brasse.
- Jeux Panaméricains 2015 à Toronto (Canada) :
  -  médaille d'or sur le relais 4 × 100 4 nages.
  -  médaille d'argent sur le 100 m brasse.
- Jeux Panaméricains 2019 à Lima (Pérou) :
  -  médaille d'argent sur le relais 4 × 100 4 nages.

## Records personnels
| Épreuve      | Temps   | Compétition             | Lieu                | Date       |
| 50 m brasse  | 26 s 33 | Mare Nostrum            | Monte Carlo, Monaco | 09/06/2019 |
| 100 m brasse | 59 s 17 | Jeux olympiques de 2020 | Tokyo, Japon        | 24/07/2021 |